# 바랭주의 캉통
프랑스 바랭주에는 총 23개의 캉통이 속해 있다. 2015년 3월 행정구역 총개편으로 인해 현재는 다음과 같이 설치되어 있다.
- 비슈빌레르
- 북스빌레르
- 브뤼마트
- 에르슈타인
- 하게나우
- 횐하임
- 일키르슈그라펜슈타덴
- 잉빌레르
- 링골슈아임
- 몰자임
- 무치크
- 오베르네
- 라이슈쇼펜
- 사베른
- 시티가임
- 셀레스타
- 스트라스부르 1
- 스트라스부르 2
- 스트라스부르 3
- 스트라스부르 4
- 스트라스부르 5
- 스트라스부르 6
- 위상부르